# 谢讷布日里
谢讷布日里（法語：Chêne-Bougeries）是瑞士日内瓦州的一座城市，位于阿尔沃河右岸，向西与日内瓦相接。

## 纹章
谢讷布日里的纹章于1925年3月6日得到州议会批准。纹章图案是白银底色上的一株栎树（法語：chêne）。

## 外部連結
- （法文）谢讷布日里（页面存档备份，存于）